# Jean-François de Gondi
Jean-François de Gondi (1584 – 21. března 1654 Paříž) byl první pařížský arcibiskup v letech 1622 až 1654.
Byl třetím synem Alberta de Gondi, vévody z Retzu (1581) a francouzský maršál (1573). Jeho staršími bratry byli Henri de Gondi (* 1572), pařížský biskup a Philippe Emmanuel de Gondi (* 1581) galejní generál.
Jean-François de Gondi následoval svého strýce Pierra de Gondi a svého bratra Henriho de Gondi jako biskup v Paříži. 20. října 1622 se stal pařížským arcibiskupem.
Zemřel roku 1654 v Paříži a je pochovaný v katedrále Notre Dame.
Jeho biskup koadjutor a nástupce byl jeho synovec Jean-François Paul de Gondi, kardinál z Retzu.